# 千葉市立加曽利中学校
千葉市立加曽利中学校（ちばしりつ かそりちゅうがっこう）は、千葉県千葉市若葉区加曽利町に所在する、公立中学校である。

## 歴史
- 1947年（昭和22年）5月10日：学制改革により千葉市立第一中学校として発足[2]。
  - 9月：校地選定委員会によって現在地が校地として決定される。
- 1951年（昭和26年）：千葉市立加曽利中学校と改称した[3]。
- 1957年（昭和32年）：校歌制定。
- 2016年（平成28年）：創立70周年を記念し校歌が混声四部合唱となった。

## アクセス
- JR千葉駅で下車。京成バスを利用する場合は千05、千葉06、千葉07系統のバスに乗車し、天神橋坂上で下車するとアクセスが良い。また京成バス千葉イーストを利用し、和田新道で下車するルートもある。どちらも約5〜10分ほど。他に加曽利中学校入口というバス停もあるが、徒歩距離がやや長く、起伏が激しいので注意が必要。

## 著名な出身者
- 小林法子 - プロゴルファー
- 周藤集 - フィギュアスケート選手